# 史各庄街道

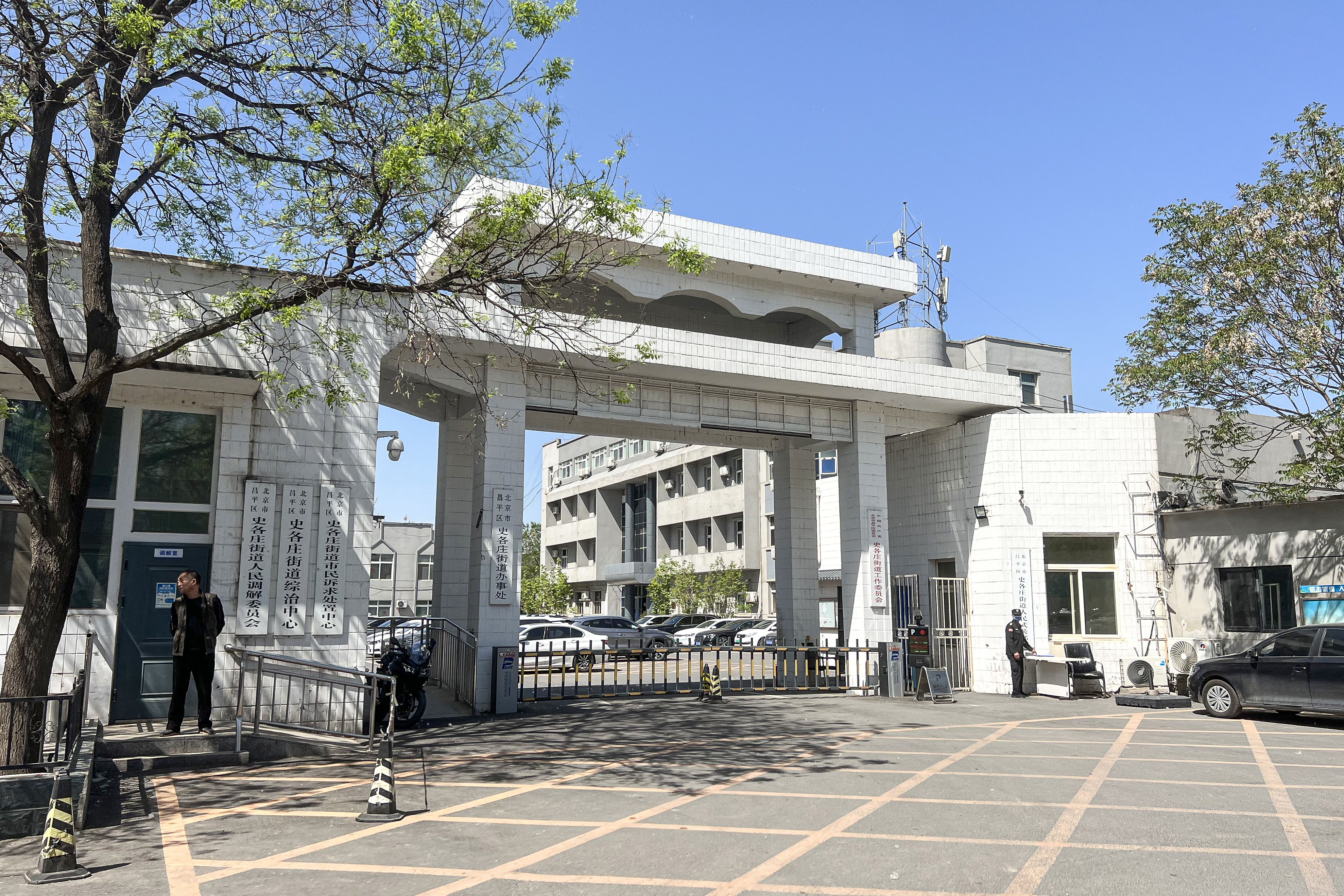
史各庄街道办所在地

史各庄街道是中华人民共和国北京市昌平区一个街道办事处，面积约13.4平方公里，人口约12.24万人，辖3个社区、5个行政村，办公驻地设在东店村269号。按照原计划，回龙观地区将于2015年拆分为回龙观街道、龙泽园街道和史各庄街道，但该计划直至2019年6月22日才得以实施。

## 历史
1961年，史各庄一带属沙河中越友好公社史各庄大队，后改为史各庄管理区、史各庄乡。史各庄乡于1999年并入回龙观镇，2019年6月22日正式拆分出史各庄街道。

## 行政区划
史各庄街道下辖以下村级单位：
农学院社区、昌艺园社区、领秀慧谷社区、朱辛庄村、东半壁店村、西半壁店村、定福皇庄村和史各庄村。
其中，史各庄村、定福黄庄村、东半壁店村、西半壁店村合称“北四村”，属于规模较大的城中村，在海淀区唐家岭村清拆后成为北漂聚居地，租客多为在中关村、上地工作的白領，租客数量远多于当地村民。昌平区已于2016年初提出北四村的拆迁改造计划。

## 交通
北清路与京藏高速公路（八达岭高速公路）的交叉口（辛庄桥）位于史各庄街道范围内，京新高速公路则在辖区西南角的小牛坊桥与北清路相交。北京地铁 █ 昌平线在史各庄街道设生命科学园站。